# Alexandre Louis Simon Lejeune
Alexandre Louis (o Alexander Ludwig) Simon Lejeune ( 23 de diciembre de 1779, Verviers -28 de diciembre de 1858 ) fue un farmacéutico y botánico belga.
Se formó en historia natural en Lieja, ejerciendo de boticario a los 22 años. Y ese año de 1801 se inscribe en al carrera de médico de la Escuela de Medicina de París. La conscripción le destruye su ilusión de estudiar. Pero adquiere en el Regimiento 13º de Dragones, ser oficial de Sanidad. En esa época no pierde oportunidad de herborizar, tanto en Holanda como en Paso de Calais o en Hannover.

## Algunas publicaciones
- Lejeune, ALS. 1806. Tableau methodique de regne végétal du departament de L'Ourthe
- Lejeune, ALS. 1811. Flore des environs de Spa
- Lejeune, ALS; RJ Courtois. 1831. Compendium Florae Belgicae

## Honores
Miembro de
- Academia Real de Ciencias y Letras de Bélgica
- Sociedad linneana de París

### Eponimia
- La familia Lejeuneaceae
- El género Lejeunia Libert 1820
- La especie Rubus lejeunei Weihe 1925

- La abreviatura «Lej.» se emplea para indicar a Alexandre Louis Simon Lejeune como autoridad en la descripción y clasificación científica de los vegetales.[1]